# NGC 71
NGC 71 é uma galáxia elíptica (E-S0/P) localizada na direcção da constelação de Andrômeda. Possui uma declinação de +30° 03' 47" e uma ascensão recta de 0 horas, 18 minutos e 23,5 segundos.
A galáxia NGC 71 foi descoberta em 7 de Outubro de 1855 por William Parsons.